# Everett Sloane
Everett Sloane (ur. 1 października 1909 w Nowym Jorku, zm. 6 sierpnia 1965 w Los Angeles) – amerykański reżyser i aktor.

## Aktor (filmy)
- 1941: Obywatel Kane jako pan Bernstein
- 1947: Dama z Szanghaju jako Arthur Bannister
- 1949: Jigsaw jako mleczarz Sam[1]
- 1951: Strażnik prawa jako Albert Mendoza
- 1951: Sirocco jako generał LaSalle
- 1951: Pustynny Lis jako generał Wilhelm Burgdorf
- 1955: Wielki nóż jako Nat Danziger
- 1956: Między linami ringu jako Irving Cohen
- 1956: Pasja życia jako doktor Gachet
- 1960: Dom od wzgórza jako Albert Halstead
- 1964: Wesoły sanitariusz jako pan Tuffington

## Aktor (seriale)
- 1946: Lights Out
- 1950: Pulitzer Prize Playhouse
- 1955: Alfred Hitchcock przedstawia jako Ralph Montgomery[2]
- 1958: Poszukiwany: żywy lub martwy jako p. Walker/ Tate Bradley
- 1965: Honey West jako pan Bartholomew

## Reżyser
- 1958: 77 Sunset Strip
- 1958: Lawman
- 1959: Hawaiian Eye

## Nagrody i nominacje
Został nominowany do nagrody Emmy, a także posiada swoją gwiazdę na Hollywoodzkiej Alei Gwiazd.